# Владимир Георгиевич Халютин
Владимир Георгиевич Халютин (на руски:: Владиміръ Георгиевичъ Халютинъ; роден на 26 май 1888 г., Москва, Руско царство – 1925 г., Трето българско царство) – полковник от руската гвардия, командир на артилерийската батарея на Корниловската артилерийска бригада.
Роден е на 28 май 1888 г. в Москва. През 1909 г. постъпва в Александрийското военно училище и се присъединява към 3-ти Московски кадетски корпус като втори лейтенант. След дипломирането си постъпва като офицер във 2-ри Източносибирски стрелкови полк. През 1912 г. лейтенант от 8-ма сибирска стрелкова артилерийска бригада. През 1913 г. е преместен в 35-а артилерийска бригада. След началото на Първата световна война командир на 1-ви парк на 43-та паркова артилерийска батарея. На 24 септември 1916 г. е произведен в щаб-капитан. След революцията се присъединява към въоръжените сили на Бялата армия. През ноември 1919 г. е командир на 7-ма батарея на Корниловската артилерийска бригада. В руската армия в същата бригада преди евакуацията на Крим. През февруари 1921 г. в 1-ва батарея на Корниловския артилерийски дивизион. Евакуиран в Турция. Загива през есента на 1925 г. в състава на същата дивизия в България.